# Полонський Вітольд Альфонсович
Віто́льд Альфо́нсович Поло́нський (рос. Вито́льд Альфо́нсович Поло́нский; нар. 1879, Москва — 5 січня 1919, Москва) — російський актор німого кіно.

## Біографія
Батько Вітольда, дворянин Могильовської губернії, Альфонс Полонський, брав участь у польському повстанні 1863-1864 років, за це його етапували до Сибіру. 1879 року в Москві в нього народилися двоє синів — Вітольд та Ігнатій. Пізніше, після помилування, сім'я перебралася до Санкт-Петербурга, де Вітольд вступив до Царськосільської Миколаївської гімназії. Наставником класу, в якому навчався Вітольд, був директор гімназії Інокентій Федорович Анненський.
Після закінчення навчання (1901) вступив на драматичні курси Московського театрального училища, після яких 1907 року його прийняли до прославленої трупи Малого театру, де він з успіхом грав до 1916 року.
Один із найпопулярніших акторів дореволюційного кіно. Перша роль — князь Андрій («Наташа Ростова» — 1915).
Виконував переважно ролі великосвітських героїв-коханців: «Брати Борис і Гліб» (Борис), «Ірина Кірсанова» (Борис), «Пісня тріумфального кохання» (Євген), «Після смерті» (Андрій Багров), «Тіні Гріха» (Владислав Зарицький) — усі 1915 року, «Життя за життя» (князь Баратинський) — 1916 рік, «У каміна» (Ланін) — 1917, «Жертва вечірня» (князь Мирський) — 1918 рік тощо. Його партнерами по фільмах були прославлені актори: Віра Холодна, Віра Караллі, Іван Мозжухін, Осип Рунич, Володимир Максимов.
Помер у Москві 22 грудня 1918 року (ст.ст.) від отруєння недоброякісними продуктами.

## Сім'я
Був двічі одружений. Від першого шлюбу (з Вірою Пашенною) дочка Ірина; онук — Володимир Сверчков (1933-1973), актор і режисер Малого театру. Від другого (з акторкою Малого театру Ольгою Гладковою) Вероніка Полонська — акторка, остання любов поета Володимира Маяковського; онук — Володимир Фівейський (Азерський).

## Фільмографія
| Рік  | Назва                                                                    | Роль                 |
| ---- | ------------------------------------------------------------------------ | -------------------- |
| 1915 | «Наташа Ростова»                                                         | князь Андрій         |
| 1915 | «Брати Борис і Гліб»                                                     | Борис                |
| 1915 | «Ірина Кірсанова»                                                        | Борис                |
| 1915 | «Пісня урочистого кохання»                                               | Євген                |
| 1915 | «Після смерті»                                                           | Андрій Багров        |
| 1915 | «Тіні гріха»                                                             | Владислав Заржецький |
| 1915 | «Обпалені крила»                                                         |                      |
| 1915 | «Щастя вічної ночі»                                                      |                      |
| 1916 | «Міражі («Трагедія красивої дівчини»)»                                   | Димов                |
| 1916 | «Королева екрану»                                                        |                      |
| 1916 | «Життя за життя» («Сестри-суперниці», «За кожну сльозу по краплі крові») | князь Баратинський   |
| 1916 | «Сестри Бронські»                                                        | Марк Шарковський     |
| 1916 | «Умираючий лебідь»                                                       | Віктор Красовський   |
| 1916 | «Розірвані ланцюги» («Пісня кохання та страждань»)                       | Карцев               |
| 1916 | «Чаклунка»                                                               | Владислав            |
| 1917 | «У каміна»                                                               | Ланін                |
| 1917 | «Іди за мною»                                                            | князь Мирський       |
| 1918 | «Жертва вечірня»                                                         |                      |
| 1918 | «Бал Господній» («До Бога на бал»)                                       |                      |
| 1918 | «Мовчи, смуток,мовчи» («Казка кохання дорогий»)                          |                      |